# Перу (Илиноис)
Перу (енгл. Peru) град је у америчкој савезној држави Илиноис. По попису становништва из 2010. у њему је живело 10.295 становника.

## Демографија
Према попису становништва из 2010. у граду је живело 10.295 становника, што је 460 (4,7%) становника више него 2000. године.
| Група             | 2000.         | 2010.         |
| Белци             | 9.230 (93,8%) | 9.303 (90,4%) |
| Афроамериканци    | 31 (0,3%)     | 72 (0,7%)     |
| Азијати           | 109 (1,1%)    | 167 (1,6%)    |
| Хиспаноамериканци | 401 (4,1%)    | 633 (6,1%)    |
| Укупно            | 9.835         | 10.295        |